# سخيدام
سخيدام Schiedam  هي مدينة وبلدية غرب هولندا، في مقاطعة جنوب هولندا. تشتهر المدينة بمركزها التاريخي، وبقنواتها و أعلى الطواحين الهوائية في العالم.

## طوبوغرافيا
خريطة طوبوغرافية هولندية لبلدية سخيدام، سبتمبر 2014، (تقرأ بعد ثلاث نقرات على الخريطة).

## توأمة
لسخيدام اتفاقيات توأمة مع كل من:
- إسلينغن آم نيكار
- فيين
- أوديني

## أعلام
- علي الخطابي
- جوس فان امدن
- دان فان غولدن
- داني كوفرمانس
- عاد باك
- جون دي ولف
- لوك كاستانيوس